# 64

## Události
Velký požár v Římě

## Narození
- 8. září – Julia Flavia, dcera římského císaře Tita († 91)

## Úmrtí
- 13. října – byl ukřižován svatý Petr

## Hlavy států
- Papež – Petr (cca 30 – 64/65/66/67) » Linus? (64/65/66/67/68/69–77/78/79)
- Římská říše – Nero (54–68)
- Parthská říše – Vologaisés I. (51–77/78)
- Kušánská říše – Kudžúla Kadphises (30–90)
- Čína, dynastie Chan (206 př. n. l. – 220 n. l.) – Ming-ti